# Helen Terry
Helen Terry (25 maggio 1956) è una cantante inglese.
Nota principalmente come corista nel gruppo britannico dei Culture Club, oltre che per la sua caratteristica voce nera (nonostante Helen sia bianca), simile a quella di Aretha Franklin, per colore e potenza. Ha anche intrapreso la carriera solista, ottenendo un unico successo nella Top 40 britannica, con il singolo Love Lies Lost, nel 1984. La Terry è lontanamente imparentata con l'attrice Dame Ellen Terry, vissuta a cavallo tra il XIX e il XX secolo, zia del defunto attore Sir John Gielgud.

## Carriera musicale

### La collaborazione con i Culture Club
Dopo aver prestato la propria voce per i cori sul singolo Do You Really Want to Hurt Me (Numero Uno per i Culture Club, nella classifica inglese dei singoli, nel 1982), Helen Terry ha cantato in diversi album realizzati dalla band, in particolare sul secondo, "Colour by Numbers", del 1983, dove la voce della corista è stata ampiamente utilizzata, parimenti a quella del cantante solista, Boy George, dando origine ad un'alchimia vocale soul omogenea e vibrante, soprattutto nelle registrazioni in studio, ma con una buona resa sonora anche dal vivo, soprattutto nei momenti migliori. Due esempi di questo riuscito amalgama vocale, oggi disponibili in formato digitale, sono il concerto londinese tenuto dai Culture Club con Helen Terry all'Hammersmith Odeon di Londra, nel dicembre del 1983, e il concerto del debutto australiano della band con la corista, svoltosi nel 1984, rispettivamente contenuti nei due DVD "Culture Club Greatest Hits" (che incorpora, oltre a tutti i videoclip del gruppo, l'originale "A Kiss Across The Ocean", la testimonianza del solo concerto dell'Hammersmith) e "Culture Club Live In Sydney". La Terry è anche comparsa in alcuni video girati dalla band - Time (Clock of the Heart), Church of the Poison Mind e Victims - spesso accompagnando il gruppo anche negli spettacoli televisivi, quali la serie TV "Solid Gold" e "Dick Clark's New Year's Rockin' Eve". Il suo contributo era molto gradito, sia dai fans che dai mass-media, ed Helen veniva da molti considerata come il quinto membro ufficioso del gruppo.

### L'esperienza solista
Sull'onda del successo con i Culture Club, e forte dell'illustre collaborazione con Lou Reed, per il quale aveva, già in precedenza, realizzato i famosi cori - più comunemente noti come «do-da-doos» - di Walk On The Wild Side (Boy George, 1995), la carriera solista di Helen Terry ebbe inizio nel 1984, per l'etichetta Virgin Records, con i singoli Love Lies Lost, di cui fu coautrice, assieme a Boy George e a Roy Hay (rispettivamente cantante e chitarrista/tastierista dei Culture Club), e la movimentata Stuttering, che ottenne un discreto successo nei club, per via della sua ballabilità accentuata. Quell'anno, fu anche coautrice del brano Now You're Mine, con il produttore Giorgio Moroder, registrata per la colonna sonora del film "Electric Dreams". L'album solista della cantante, "Blue Notes", che uscì poco dopo, nel 1986, produsse altri due singoli, Act of Mercy e Come On and Find Me, mentre la colonna sonora di un altro film, "Quicksilver", includeva un altro brano dove la Terry prestava la sua voce, One Sunny Day, un duetto con Ray Parker Jr., interprete di un'altra celebre colonna sonora, Ghostbusters. La sua carriera e la sua vita privata furono comunque sconvolte dal rocambolesco arresto del collega ed amico Boy George, per accuse relative all'uso e al possesso di stupefacenti, nell'estate del 1986, fatti che trascinarono la Terry nel bel mezzo di indagini legali e udienze in tribunale, mentre la storia della "rovinosa caduta" di George riceveva una copertura continua sulla stampa britannica.
Nel 1989, affievolitasi la tempesta legale, Helen pubblicò, per una nuova etichetta, un EP, "Fortunate Fool", con tre nuove tracce. Due di queste, Fortunate Fool e Lessons in Loneliness, furono pubblicate anche come singoli indipendenti, ma a causa di divergenze con la nuova casa discografica, i progetti riguardanti la pubblicazione del nuovo album furono archiviati, e il contratto capestro firmato dalla Terry le impedì di registrare con altre etichette. In una delle rare interviste da lei concesse nel corso degli anni, nel maggio del 2001, per il sito connesso a Boy George, "The Devil in Sister George", la cantante ha così spiegato l'accaduto: "Ebbi una discussione con l'A&R man - lui voleva che io facessi un disco dance, ed io non so ballare. Così decisi di andarmene a spasso (cosa che sono invece capace di fare)".
Riguardo alla storica amicizia tra Helen Terry e Boy George, i due sono venuti ai ferri corti nel 1995, quando George pubblicò la sua chiacchierata autobiografia Take It Like a Man, nella quale ha dichiarato, senza troppi complimenti, l'omosessualità della Terry, rivelando inoltre che insieme, verso la metà degli anni ottanta, entrambi avevano fatto uso di droghe illecite. Come risultato, i due non si sono parlati per parecchi anni, e per questo Helen non ha preso parte alla riunione dei Culture Club alla fine degli anni novanta. Nella citata intervista, del maggio del 2001, però, la cantante dichiarava che tra lei e George tutto si era risolto e la loro amicizia era rinata.

## Discografia

### Singoli
- Love Lies Lost/Laughter On My Mind (Live Version feat. Boy George) (1984)
- Love Lies Lost/Laughter On My Mind (Live Version feat. Boy George) (picture disc, 1984)
- Now You're Mine/Now You're Mine (Instrumental) (dalla colonna sonora di "Electric Dreams" con Giorgio Moroder, 1984)
- Stuttering/Stuttering (Dub Mix) (1984)
- Act Of Mercy/Over The Border (1986)
- Come On And Find Me/Reach Out (1986)
- Lessons In Loneliness/Lessons In Loneliness (Radio Version) (1989)
- Fortunate Fool/Heart Of A Woman (1989)

### Maxi Singoli
- Love Lies Lost (Extended Version)/Love Lies Lost/Laughter On My Mind (Live Version feat. Boy George) (1984)
- Stuttering (club mix)/Stuttering/Stuttering (Dub Mix) (1984)
- Act Of Mercy/Over The Border/Love Money And Sex (1986)
- Come On And Find Me/Reach Out/Come On And Find Me (Alternative Mix)/The River (1986)
- Lessons In Loneliness/Lessons In Loneliness (Radio Version)/Fortunate Fool (1989)
- Fortunate Fool (Extended Version)/Heart Of A Woman/Fortunate Fool (Radio Version) (copertina apribile, cosiddetta gatefold sleeve, 1989)

### CD Singoli
- Lessons In Loneliness (Radio Version)/Fortunate Fool (Radio Version)/Lessons In Loneliness (Lessons Learned)/Lessons In Loneliness (Olympic Version) (1989)

### EP
- Fortunate Fool (Extended Version)/Heart Of A Woman/Lessons In Loneliness/Fortunate Fool (Radio Version) (1989)

### Album
- Blue Notes (album, 1986)

## Lista tracce

### Blue Notes (album)
Lato 1
1. Act Of Mercy (Lamont Dozier)
2. Come On And Find Me (Helen Terry/Boy George O'Dowd/Roy Hay)
3. Love Money And Sex (Terry/Willis)
4. Right In Front Of You (Helen Terry/Raymond Jones)
5. Forbidden Fruit (Phil Pickett/Robertson)

Lato 2
1. All Night Makes It Right (Raymond Jones)
2. The Perfect Kiss (Terry/Dudley)
3. Feelin' Your Heart (Helen Terry/Boy George O'Dowd/Roy Hay)
4. Close Watch (John Cale)
5. Stuttering (Terry/Matkosky/Prestopino)
6. The River - bonus track soltanto sulla cassetta -

### Love Lies Lost (singolo)
1. Love Lies Lost (Helen Terry/Boy George O'Dowd/Roy Hay)
2. Laughter On My Mind - live duet featuring Boy George - (O'Dowd/Hay/Terry)

### Come On And Find Me (singolo)
1. Come On And Find Me (Helen Terry/Boy George O'Dowd/Roy Hay)
2. Reach Out (Terry/Saisse/Frederix)

## Credits

### Now You're Mine
- Giorgio Moroder: produzione
- David Yardley: immagini videografiche
- January Design: produzione logo «Electric Dreams»

Una produzione Virgin Pictures Ltd., pubblicata dalla Virgin/20th Century Fox
- Rusty Lemorande: storia originale e screenplay
- Richard Branson: produttore esecutivo
- Rusty Lemorande, Larry De Waay: produttori
- Steve Barron: regista

### Love Lies Lost
- Roy Hay: chitarre
- Julian Lindsay: tastiere
- Jon Moss: percussioni
- George McFarlane: basso
- Steve Grainger: sassofono
- Ron Williams: tromba
- Kenneth McGregor: trombone
- Steve Levine: produttore (per le Do Not Erase Productions)
- Gordon Milne: tecnico del suono
- Assorted iMaGes: produzione copertina
- David Levine: fotografia

### Laughter On My Mind
- Roy Hay: pianoforte
- Julian Lindsay: basso synth
- Boy George: seconda voce sui ritornelli
- Steve Levine: produttore (per le Do Not Erase Productions)
- Gordon Milne: tecnico del suono
- Assorted iMaGes: produzione copertina
- David Levine: fotografia

### Come On And Find Me
- Don Was: produzione
- Stevie Hughes: fotografia
- Assorted iMaGes: packaging copertina

### Reach Out
- Don Was: produzione
- Glen Skinner: missaggio
- Stevie Hughes: fotografia
- Assorted iMaGes: packaging copertina

### Blue Notes
- Don Was: produttore
- Frank Filipetti, John Potoker: missaggio
- Michael Brauer, Steve "Doc Ching" King: tecnici del suono
- Townhouse (Londra): studio di registrazione
- Stewart (Steve) Levine: produttore su Act Of Mercy per la Ultradelta Limited
- Glen Skinner: tecnico del suono su Act Of Mercy
- Steve Reece: assistente tecnico del suono su Act Of Mercy
- Rak (Londra): studio di missaggio per Act Of Mercy
- Christopher Neil: produttore su The Perfect Kiss
- Simon Hurrell: tecnico del suono su The Perfect Kiss
- Air Studios: studio di missaggio per The Perfect Kiss

Associazioni tracce:
1. per il dolore (Act Of Mercy)
2. per la gioia (Come On And Find Me)
3. per una ragazza (Love Money And Sex)
4. per un ragazzo (Right In Front Of You)
5. per l'argento (Forbidden Fruit)
6. per l'oro (All Night Makes It Right)
7. per un segreto (da non rivelare mai) (The Perfect Kiss)
8. per un desiderio o un augurio (Feelin' Your Heart)
9. per un bacio (Close Watch)
10. per una possibilità (da non perdere mai) (Stuttering)

- Yogi Horton, Ritchie Stevens, Peter Van Hooke: batteria
- Tinker Barfield, Stanley Clarke, Nigel M. Ross-Scott: basso
- Randy Jacobs, Bruce Nazarian, Doc Powell, Glen Nightingale, John Cambridge: chitarre
- Raymond Jones, Phil Pickett, Louis Resto, John Van Tongren, Don Was, Vic Martin, Anne Dudley, Wix: ottoni
- David McMurray, Steve Grainger: sassofoni e flauti
- Larry Fratangelo, Kevin Tschirhart, Ritchie Stevens: percussioni
- Sweet Pea Atkinson, Harry Bowens, Buster Marbury, Carol Hall, Kathy Kosins, David Lasley, Arnold McCuller, Ruby Turner, Christopher Neil, Helen Terry: cori
- Paul Riser: arrangiamenti ottoni e archi
- Stevie Hughes: fotografia
- Assorted iMaGes: produzione copertina

Etichetta
- Virgin Records

N° Catalogo
- V2362 ("Blue Notes")
- VS901 (Come On And Find Me/Reach Out7")
- VS901-12 (Come On And Find Me 12")
- VS678 (Love Lies Lost/Laughter On My Mind 7")
- VSY678 (Love Lies Lost/Laughter On My Mind 7" Picture Disc)
- VS678-12 (Love Lies Lost/Laughter On My Mind 12")
- V2318 ("Electric Dreams", colonna sonora)
- VS710 (Now You're Mine 7")
- VS810 (Act Of Mercy 7")
- VS810-12 (Act Of Mercy 12")
- VS724 (Stuttering 7")
- VS724-12 (Stuttering 122)
- R6215 (Fortunate Fool 7")
- 12RG6215 ("Fortunate Fool" EP)
- 12R6215 (Fortunate Fool 12")
- 12R6226 (Lessons In Loneliness 12")
- CDR6226 (Lessons In Loneliness CD Singolo)
- R6226 (Lessons In Loneliness 7")

Pubblicazioni
- Warner Bros. Music Ltd.: Act Of Mercy, Right In Front Of You, Forbidden Fruit, All Night Makes It Right, The Perfect Kiss, Stuttering, Reach Out
- Virgin Music (Publishers): Feelin' Your Heart
- Virgin Music (Publishers) Ltd./Warner Bros. Music Ltd.: Come On And Find Me, Love Lies Lost, Laughter On My Mind
- Warner Bros. Music Ltd./Streamli Moderne/Off Back Street Music: Love Money And Sex
- Island Records: Close Watch

## Seconda carriera
Dopo aver smesso di cantare al livello professionale, Helen Terry si è dedicata a girare e produrre film e documentari. Negli ultimi anni, si è affermata con successo come produttrice di programmi televisivi connessi alla musica, in particolar modo diverse edizioni dei BRIT Awards, definiti come "il maggiore spettacolo britannico di premiazioni relative alla musica", di cui, fino al 2007, ha continuato a curare la supervisione.
Nel febbraio del 2006, ha raccontato in un'intervista su The Independent di lottare "per essere sicura che gli artisti vengano trattati più che bene. Facciamo di tutto e di più per rendere il backstage un'area straordinariamente confortevole; dopo tutto, lo spettacolo ormai arriva a 200.000.000 di persone in tutto il mondo. Naturalmente, questo non lo diciamo agli artisti prima che salgano sul palco!".
Ha anche spiegato che la scaletta dello spettacolo viene da lei decisa "come la lista delle tracce di un compact disc. Creo un CD, me lo porto a casa, sposto le canzoni, penso all'atmosfera. È proprio come fare un album".
Quando non lavora a Londra, Helen Terry vive in Scozia.